# Žarevo (Brus)
Pour les articles homonymes, voir Žarevo.
Žarevo (en serbe cyrillique : Жарево) est un village de Serbie situé dans la municipalité de Brus, district de Rasina. Au recensement de 2011, il comptait 63 habitants.

## Démographie
| 1948 | 1953 | 1961 | 1971 | 1981 | 1991 | 2002 | 2011 |
| ---- | ---- | ---- | ---- | ---- | ---- | ---- | ---- |
| 376  | 451  | 452  | 380  | 323  | 172  | 92   | 63   |

|  |